# Reborn as a Vending Machine, I Now Wander the Dungeon
Reborn as a Vending Machine, I Now Wander the Dungeon (jap. 自動販売機に生まれ変わった俺は迷宮を彷徨う Jidōhanbaiki ni umarekawatta ore wa meikyū o samayō) – seria light novel autorstwa Hirukumy, w oryginalnym wydaniu zilustrowana przez Itsuwę Kato, a w wydaniu poprawionym przez Yūkiego Hagure. Po raz pierwszy ukazała się w 2016 roku jako powieść internetowa w serwisie Shōsetsuka ni narō. Jeszcze w tym samym roku prawa do niej nabyło wydawnictwo Kadokawa Shoten, które wydaje ją w formie książkowej od sierpnia 2016. Na jej podstawie powstała manga zilustrowana przez Kuniedę, która ukazuje się w magazynie „Dengeki Daioh” wydawnictwa ASCII Media Works od sierpnia 2021. Adaptacja anime, wyprodukowana przez Studio Gokumi i AXsiZ, była emitowana od lipca do września 2023. Premiera drugiego sezonu odbyła się w lipcu 2025.

## Fabuła
Nieznany z imienia japoński miłośnik automatów sprzedających ginie, gdy zostaje przygnieciony przez spadający automat. Następnie odradza się w świecie fantasy, w lochu, jako świadomy automat sprzedający. Może widzieć i słyszeć, ale jest nieruchomy, a jego mowa ogranicza się do standardowych japońskich zwrotów z automatów, takich jak „Witaj” czy „Niestety”. Jako automat odkrywa, że może wydać dowolny produkt, który kupił w poprzednim życiu, a monety zamieniać na punkty, które podtrzymują jego istnienie. Może też używać nadmiaru monet, aby zyskać nowe umiejętności, a także wybierać, jakie przedmioty sprzedaje i po jakiej cenie. Ponadto jest w stanie korzystać z niektórych magicznych zdolności, w tym zmiany kształtu, niewidzialności, telekinezy oraz obronnego pola siłowego.
Uwięziony na odludziu spotyka Lammis, młodą łowczynię, posiadającą umiejętność znaną jako Błogosławieństwo Siły, która czyni ją niewiarygodnie silną, jednak dziewczyna wciąż jest nowicjuszką w kontrolowaniu własnej mocy. Oboje szybko się zaprzyjaźniają, gdy automat wydaje jej trochę jedzenia, by zaspokoić jej głód. Nadaje mu imię Boxxo i zaczyna nosić go na plecach, co pozwala mu się poruszać, a jego ciężar pomaga jej lepiej panować nad swoją siłą. Seria opowiada o ich przygodach podczas eksploracji lochu oraz o osobach, które spotykają po drodze.

## Bohaterowie
- Boxxo (jap. ハッコン Hakkon)

Seiyū: Jun Fukuyama 
- Lammis (jap. ラッミス Rammisu)

Seiyū: Kaede Hondo 
- Hulemy (jap. ヒュールミ Hyūrumi)

Seiyū: Shiki Aoki (sezon 1), (sezon 2) 
- Suori (jap. スオリ)

Seiyū: Shizuku Hoshinoya 
- Director Bear (jap. 熊会長 Kuma Kaichō)

Seiyū: Atsushi Miyauchi 
- Kerioyl (jap. ケリオイル Kerioiru)

Seiyū: Kazuya Nakai 
- Filmina (jap. フィルミナ Firumina)

Seiyū: Ai Kayano 
- Shui (jap. シュイ)

Seiyū: Miyu Tomita 
- Aka (jap. 赤)

Seiyū: Daiki Yamashita 
- Shiro (jap. 白)

Seiyū: Jun’ya Enoki 
- Mishuel (jap. ミシュエル Mishueru)

Seiyū: Takuya Eguchi 

## Light novel
Seria początkowo była publikowana jako powieść internetowa w serwisie Shōsetsuka ni narō od 3 marca do 18 grudnia 2016. Następnie została nabyta przez wydawnictwo Kadokawa Shoten, które wydaje ją jako light novel od 1 sierpnia 2016.
| Nr | Data wydania (język japoński)                                                 | ISBN (język japoński)  |
| -- | ----------------------------------------------------------------------------- | ---------------------- |
| 1  | 1 sierpnia 2016 (wydanie oryginalne) 30 czerwca 2023 (wydanie poprawione      | ISBN 978-4-04-104728-6 |
| 2  | 1 października 2016 (wydanie oryginalne) 1 września 2023 (wydanie poprawione) | ISBN 978-4-04-104729-3 |
| 3  | 1 lutego 2017 (wydanie oryginalne) 28 grudnia 2023 (wydanie poprawione)       | ISBN 978-4-04-105174-0 |
| 4  | 10 czerwca 2021                                                               |                        |

## Manga
Na podstawie light novel powstała manga zilustrowana przez Kuniedę, która ukazuje się w magazynie „Dengeki Daioh” wydawnictwa ASCII Media Works od 27 sierpnia 2021.
| Nr | Data wydania (język japoński) | ISBN (język japoński)  |
| -- | ----------------------------- | ---------------------- |
| 1  | 22 marca 2022                 | ISBN 978-4-04-914323-2 |
| 2  | 25 marca 2023                 | ISBN 978-4-04-914964-7 |

## Anime
W sierpniu 2022 ogłoszono, że light novel otrzyma adaptację anime. Później podano do wiadomości, że będzie to serial telewizyjny wyprodukowany przez Slow Curve oraz zanimowany przez Studio Gokumi i AXsiZ. Za reżyserię odpowiadał Noriaki Akitaya, któremu asystował Masayuki Takahashi. Scenariusz przygotował Tatsuya Takahashi, projekty postaci autorstwa Yūkiego Hagure na potrzeby animacji zaadaptował Takahiro Sakai, a muzykę skomponowali Yuta Uraki i Keita Takahashi. Serial był emitowany od 5 lipca do 20 września 2023 w Tokyo MX i innych stacjach. Prawa do streamingu serii poza Azją nabył Crunchyroll.
Po wyemitowaniu ostatniego odcinka pierwszego sezonu zapowiedziano sezon drugi. Takashi Yamamoto zastąpi Akitayę na stanowisku reżysera, natomiast reszta ekipy produkcyjnej powróciła do prac nad serialem. Premiera odbyła się 2 lipca 2025.

### Ścieżka dźwiękowa
| Nr             | Tytuł                                          | Wykonawca      | Źródło   |
| Czołówka       | Czołówka                                       | Czołówka       | Czołówka |
| -------------- | ---------------------------------------------- | -------------- | -------- |
| 1              | „Fanfare” (jap. ファンファーレ)                | BRADIO         | [ 25 ]   |
| 2              | „Mirai Cider” (jap. 未来サイダー)              | BRADIO         | [ 24 ]   |
| Napisy końcowe |                                                |                |          |
| 1              | „Itsumo no Soup” (jap. いつものスープ)         | Peel the Apple | [ 26 ]   |
| 2              | „Boku dake no chiheisen” (jap. 僕だけの地平線) | Aina Aiba      | [ 24 ]   |